# Józef Holewiński
Józef Holewiński (1848–1917)  là một họa sĩ, nghệ sĩ đồ họa, thợ khắc người Ba Lan. Ông là một trong những đại diện hàng đầu của nghệ thuật khắc gỗ ở Ba Lan.

## Tiểu sử
Holewiński đã khắc các bức tranh minh họa cho một số tạp chí định kỳ, bao gồm Kłosy, Wędrowiec và Moderne Kunst. Từ năm 1891, ông là giám đốc nghệ thuật của tuần báo Tygodnik Ilustrowany tại Warsaw. Trong những năm tháng cuối đời, nghệ sĩ cũng vẽ tranh phong cảnh và chân dung.

## Tác phẩm tiêu biểu
- Jan Kochanowski
- Phụ nữ nông dân Ukraina, 1886